# Gordon Matta-Clark
Gordon Matta-Clark (vollständiger Familienname Gordon Roberto Matta Echaurren; * 22. Juni 1943 in New York City; † 27. August 1978 ebenda) war ein US-amerikanischer Architekt und Konzeptkünstler, der sich auf Intervention und Dekonstruktion spezialisiert hatte.

## Familie
Gordon Matta-Clark war ein Sohn des surrealistischen Malers Roberto Matta und der Künstlerin Anne Clark (in zweiter Ehe Anne Alpert). Er hatte einen Zwillingsbruder: John Sebastian Matta (1943–1976). Seine Patentante war Alexina Duchamp, die Ehefrau von Marcel Duchamp. Die Eltern trennten sich kurz nach der Geburt der Kinder; die Mutter heiratete 1950 den Filmkritiker Hollis Alpert.
Im Mai 1978, wenige Monate vor seinem Tod an einem Pankreaskarzinom, heiratete Gordon Matta-Clark Jane Crawford, die als Witwe der Wiener Generali Foundation zum Teil unveröffentlichte Dokumente von und über Matta-Clark als Schenkung übereignete.

## Leben
Gordon Matta, der den Mädchennamen seiner Mutter zur Unterscheidung von seinem Vater im Jahr 1971 an seinen Namen anhängte, wuchs mehrsprachig auf. Er lebte 1948/49 mit seiner Mutter und seinem Zwillingsbruder John Sebastian ein Jahr lang in Frankreich. 1962 nahm er an der School of Architecture der Cornell University in Ithaca, New York (USA) das Studium der Architektur auf, das er 1968 mit dem Bachelor of Arts beendete. Von 1963 bis 1964 lebte er in Paris, wo er an der Sorbonne französische Literatur studierte.
Auch während der Mai-Unruhen 1968 war Gordon Matta-Clark in Paris. Durch seine Studien in Frankreich lernte er die Situationisten um Guy Debord kennen. Ein weiterer großer Einfluss auf sein Werk als Konzeptkünstler war der von Jacques Derrida geprägte Dekonstruktivismus.
Im Jahr 1969 lernte er den amerikanischen Landart-Künstler Robert Smithson in Cornell während der Ausstellung Earth Art kennen. Aus dieser Zeit stammt seine Abkehr von der traditionellen, nur auf ein einziges Medium bezogenen Kunstproduktion und die Hinwendung zur Multimediakunst.

## Werke
Fahrzeug
Unter dem Pseudonym George Smudge baute Matta-Clark 1972 ein rollstuhlähnliches zweisitziges Fahrzeug, kombiniert mit einem Frischlufttank: Die fahrenden Personen können während der Nutzung frische Luft einatmen.
Food
Im Oktober 1971 eröffnete er zusammen mit Caroline Goodden, Tina Girouard, Suzanne Harris und Rachel Lew in SoHo (Manhattan) im Gebäude 127 Prince Street, das an der Ecke zur Wooster Street liegt, das Restaurant Food, das als Kommunikationszentrum, Einnahmequelle und eigenständiges Kunstwerk gedacht war. Hauptsächlich finanzierte die Tänzerin und Fotografin Carolin Goodden das Kunstprojekt für einen Zeitraum von zwei Jahren. Für den ausgebildeten Architekten Gordon Matta-Clark entstand hier aus einer Kombination von Essen und Architektur die Inspiration zu seinen ersten Cuttings, die ihn in den folgenden Jahren berühmt machten.
Performances
Auf einer New Yorker Mülldeponie ließ Matta-Clark im Jahr 1972 einen roten Lieferwagen mit dem Schriftzug Herman Meydag von zwei Kettenfahrzeugen zerkleinern und mit Müll durchmischen. Die Performance ist in dem Film Fresh Kill, dem Namen der Müllkippe, dokumentiert.
In einer Performance im Jahr 1974 erkletterte Matta-Clark in New York einen Uhrenturm, aus dessen Zeiger Wasser floss. Hier vollführte er mehrere Duschaktionen, die in dem Film Clockshower festgehalten sind.
Exploration
Im Jahr 1976 führte Matta-Clark im New Yorker Untergrund eine Exploration durch, die in seinem Film Substrait dokumentiert ist. Es lassen sich bei den Aufnahmen der Kanalisation filmgeschichtliche Bezüge zum Spielfilm Der dritte Mann herstellen.
Cuttings
Bei den Cuttings handelt es sich um Schnitte, die Gordon Matta-Clark mit einer Motorsäge bzw. kleinen elektrischen Handsägen durch Fassaden, Decken und Böden von Gebäuden machte. Er entfernte ganze Gebäudeteile, um den Blick in das Innere einer bewohnten und genutzten Architektur sowie die innere Struktur des Wandaufbaus freizulegen.
1974 konnte Matta-Clark erstmals in Englewood (New Jersey) ein leerstehendes, zum Abbruch vorgesehenes Einfamilienhaus komplett mittig trennen. Zusätzlich reduzierte er einseitig das Steinfundament, sodass nach dem Schnitt eine Neigung und Aufweitung der Spaltung erfolgte. Den Schnitt dokumentierte er in dem Film Splitting. Drei Monate nach dieser Arbeit wurde das Haus, über das der Künstler durch die Vermittlung einer Galeristin verfügen konnte, abgerissen.
Ohne die Erlaubnis des Eigentümers trennte Matta-Clark aus einer Hallenwand im Hafengebiet (Pier 52) am Hudson River in New York im Jahr 1975 ein rundes, mehrere Meter hohes Teil heraus. Des Weiteren schlitzte er den Boden der Lagerhalle auf und entfernte tragende Holzkonstruktionen. Der Film Day’s End zeigt das Zerschneiden der Materialien, wobei das zunehmende Licht den Zuschauer beeindruckt.
Matta-Clarks Interventionen und Dekonstruktionen produzierten völlig neue Sichtweisen. Allerdings existierten sie nur für kurze Zeit: Die Gebäude waren bereits für den Abriss freigegeben, sodass die Cuttings als temporäre Kunstwerke lediglich durch Filme und Fotografien erhalten sind.
Es ist durch diese Arbeitsweise eine Werkgruppe entstanden, die als Anarchitektur bezeichnet wird. Diese Wortschöpfung dokumentiert den permanenten Widerstand des Künstlers gegen eine konservative Architektur, die dem Experiment keinen Raum gab. Matta-Clark hat der dekonstruktivistischen Architektur den Weg bereitet.

## Ausstellungen
- 1977: documenta 6, Kassel
- 1987: Einzelausstellung, Museum van Hedendaagse Kunst Antwerpen
- April 2007: Beteiligung, Raum. Orte der Kunst, Akademie der Künste, Berlin
- Juli 2007: Werkschau, Whitney Museum of American Art, New York
- 2014: „ARTquitetura“ (Gruppenausstellung), Museu Serralves, Porto